# Horní Ředice
Horní Ředice è un comune della Repubblica Ceca facente parte del distretto di Pardubice, nella regione omonima.